# Цуг (кантон)
Цуг (нем. Zug, фр. Zoug, итал. Zugo, романш. Zug, лат. Tugium) — немецкоязычный кантон в центральной Швейцарии. Административный центр — город Цуг. Население — 123 925 человек (на 31 декабря 2016 года). Площадь — 239 км². Административно поделён на 11 коммун. Имеет относительно высокую плотность населения и входит в число самых богатых швейцарских кантонов.

## География
Площадь — 239 км² (24-е место среди кантонов).

## История
Территория нынешнего кантона Цуг была первоначально заселена гельветами; со времен Юлия Цезаря она входила в состав римской Гельвеции, в IV—V веках она была завоевана алеманами и германизирована, потом была завоевана франками.
Поселение Цуг упоминается в исторических документах впервые в 1255 году как владение графов Кибург. В 1273 году оно было куплено у Анны, наследницы Кибургов, Рудольфом Габсбургским; вместе с городом Цуг к Рудольфу перешли и зависевшие от города земли, составляющие ныне западную часть кантона этого имени; восточная его половина — общины Эгери, Бар и Менцинген — ещё ранее находились во владении Габсбургов. После 1273 года город Цуг управлялся старостой (Schultheiss), назначаемым Габсбургами, и советом, избираемым горожанами. Сельские общины, составлявшие так называемый Ausser Amt, тоже пользовались в известной степени самоуправлением, но их амманы назначались австрийскими герцогами. Население деревень, а также отчасти и города, издавна занималось по преимуществу скотоводством, а также земледелием и садоводством; в городском населении были также ремесленники и торговцы. Население Цуга было свободным и в ту эпоху, с которой начинается сколько-нибудь достоверная история Цуга, то есть в XIII веке, не знало крепостного права.

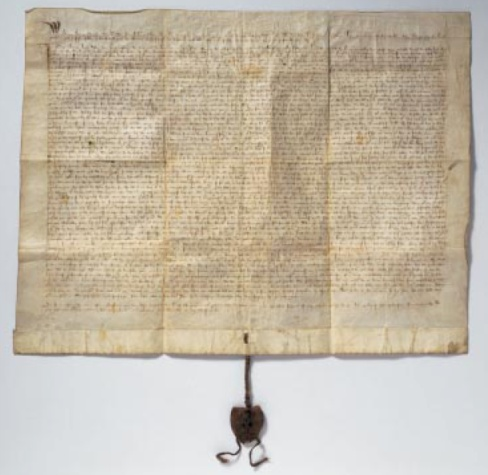
Договор 1352 года между Цугом и Швейцарской конфедерацией (заверенная копия 1366 года)

В Моргартенской битве, происходившей на территории Цугского Ausser-Amt, жители Цуга принимали участие на стороне австрийцев. В 1352 году отряд из Лесных кантонов (Ури, Швицем, Унтервалден) и Цюриха осадил город Цуг и после довольно упорной осады, во время которой обращение Цуга за помощью к Австрии осталось безрезультатным, взяли его. Несмотря на то, что Цуг был завоеван, члены Швейцарской конфедерации приняли его как вполне равноправного союзника; это объясняется выгодным стратегическим положением города Цуг.
По Регенсбургскому миру 1355 года Цуг опять отошел к Австрии, но в 1364 году был вновь завоеван Швейцарской конфедерацией; договор 1352 года был возобновлен и Цуг окончательно стал полноправным членом конфедерации, с правом участия в швейцарских сеймах. Некоторое время Цуг и Ausser Amt составляли две самостоятельные единицы. В первом назначаемый Schultheiss был заменен избираемым; три аммана сельских общин, ранее назначавшиеся австрийскими герцогами, были заменены одним избираемым ландамманом, рядом с которым стоял избираемый совет; оба совета — городской и сельский — в некоторых случаях соединялись для решения общих дел; позднее произошло окончательное слияние Ausser-Amt и города Цуг в один кантон, с общим ландамманом и общим советом, причем население земель, подчиненных городу, получило право на участие в выборах того и другого.
После освобождения Цуга из-под власти Австрии и даже после несчастной для неё битвы при Земпахе в 1386 году, в которой жители Цуга принимали видное участие, Габсбурги до 1400 года сохраняли ещё право юрисдикции в нём, а до 1415 года — право на ежегодную дань в 20 серебряных марок. В течение XV веке Цуг несколько увеличил свои владения за счет Ааргау.
Реформация не нашла подходящей почвы в Цуге, и он остался строго католическим; вместе с другими католическими кантонами он вел борьбу с протестантскими кантонами; в 1586 году он вошел в состав католической Золотой (или Борромейской) лиги. Оборонительный и наступательный союз с Францией, заключенный 13-ю швейцарскими кантонами, в том числе и Цугом, в 1474 году доставил Цугу, в вознаграждение за военную помощь Франции, ежегодную субсидию в 2000 ливров. Деньги эти распределялись частью между общинами на общественные нужды, частью между отдельными лицами; из-за их дележа происходила в республике постоянная борьба. С XVI века Цуг, как и другие швейцарские кантоны, доставлял значительное (пропорционально своему населению) число наемников во французскую армию.
В 1663 году новый договор с Францией увеличил французскую субсидию до 10000 ливров; французский посланник следил за тем, чтобы деньги распределялись между сторонниками Франции. Таким образом Франция при помощи прямого подкупа добилась в маленькой республике (в начале XVIII века насчитывавшей всего 12000 жителей) значительного влияния как в политическом, так и в торгово-промышленном отношении; борьба партий в Цуге получила особую окраску; клерикально-консервативная партия стала французской, либеральная — австрийской. Франция добилась в конце XVII века того, что ввоз соли в Цуг допускался только из Франции; выгодная монополия этой торговли была в руках цугского ландаммана Цурлаубена, бывшего главою французской партии. Смерть Цурлаубена в 1717 году доставила торжество австрийской партии, во главе которой стоял Шумахер. В течение следующих лет вожди французской парни подвергались тюремному заключению, изгнанию, конфискации имущества, а в момент особенного возбуждения страстей, в 1731—32 годах — разграблению народной толпой. В 1733 года совет кантона расторг договор с Францией и вернул из Франции цугский военный отряд. В 1734 году выборы вновь дали перевес французской партии. Шумахер был приговорен к смертной казни, но не был казнен, а был заключен в тюрьму, где и умер. В 1736 году договор с Францией был возобновлен.
Когда во Франции началась революция, она не встретила сочувствия в Цуге, который сопротивлялся французским войскам, вступившим на территорию Швейцарии. При образования Гельветической республики в 1798 году Цуг вошел в состав Вальдштеттского (Лесного) кантона. Конституция 1803 года восстановила его самостоятельность. В 1814 году в Цуге была принята первая писанная конституция кантона. В 1846—47 году Цуг входил в состав Зондербунда и участвовал в Зондербундской войне, в ноябре 1847 года город Цуг был взят федеральными войсками. В 1848 году его конституция была пересмотрена.
В XIX веке, главным образом во второй его половине, в Цуге появилась и развилась до некоторой степени обрабатывающая (преимущественно, текстильная) промышленность, а также устройство отелей и вообще все, связанное с посещением страны в большом числе иностранными туристами.

## Административное деление

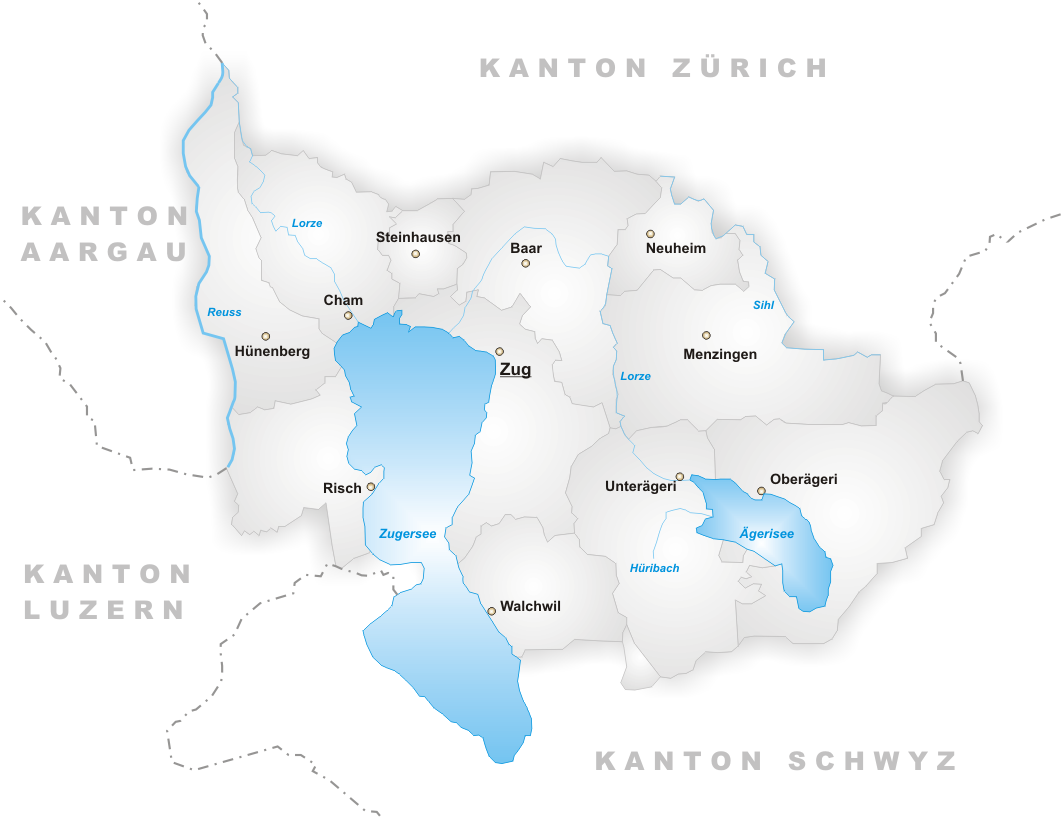
Административное деление кантона.

Кантон делится на 11 коммун:
- Бар
- Хам
- Хюненберг
- Менцинген
- Нойхайм
- Оберегери
- Риш
- Штайнхаузен
- Унтерегери
- Вальхвиль
- Цуг

## Экономика
Производитель бытовой техники — компания V-ZUG.

## Достопримечательности
Знаменитая частная школа Institut Montana Zugerberg, в которой уже почти 100 лет учатся дети аристократических семей Европы и отпрыски богатейших фамилий мира. Знаменитые выпускники: Джон Керри — государственный секретарь США, Пьер Мирабо, президент Ассоциации Швейцарских Банкиров и основатель банка Мирабо (Mirabaud & Cie), Франсуа Лоеб, швейцарский предприниматель и депутат Национального совета, писатель, Марк Форстер, писатель и режиссёр, Николас Хайек младший, братья Сваровски, представители семьи Феррари и многие другие.